# Alan Kulwicki
Alan Kulwicki, född den 14 december 1954 i Greenfield, Wisconsin, död den 1 april 1993 i Blountville, Tennessee, var en amerikansk racerförare med polska föräldrar.

## Biografi och karriär
Kulwicki utbildade sig till ingenjör på högskola innan han började tävla på professionell nivå, vilket senare skulle hjälpa honom under hans racingkarriär, då han förstod bilen väldigt bra. Han debuterade relativt sent i Nascar-cupen. Hans debut kom vid 30 års ålder. Han körde då en Ford, efter att ha gett upp sin business och bestämt sig för att flyta till Charlotte i North Carolina.
Från och med 1986 började Kulwicki driva sitt eget team, och 1988 tog han sin första seger i Checker 500 på Phoenix International Raceway. Efter den segern uppfann han det "polska ärevarvet", genom att vända om och köra högervarv tillbaka till depån.
1990 vann han sitt andra race, och slutade åtta i tabellen. Han hade ekonomiska problem under 1991 och slutade då på en trettonde plats. Under 1992 gjorde Kulwicki sitt livs säsong. Han var enormt jämn, och befann sig alltid i toppen. Han kunde till slut ta hem titeln med extremt knapp marginal, efter en andra plats i sista racet, där han hade haft små marginaler vad gällde bränslemängden. Han gjorde efter att ha säkrat titeln sitt andra polska ärevarv. 
Kulwicki avled 1993 i en flygolycka på väg till Bristol Motor Speedway, 38 år gammal.